# Chad Hunt
Chad Hunt, född 31 januari 1973, är en amerikansk skådespelare inom gayporren.